# Lundehus Kirke
Lundehus Kirke ligger på Strødamvej på Østerbro i København.
Kirkens arkitekt er Holger Jensen.

## Eksterne kilder og henvisninger
- Wikimedia Commons har flere filer relateret til Lundehus Kirke
- Lundehus Kirke hos KortTilKirken.dk